# Crepis rhaetica
Crepis rhaetica là một loài thực vật có hoa trong họ Cúc. Loài này được Hegetschw. mô tả khoa học đầu tiên năm 1840.